# Kazimierz Kutz
Kazimierz Julian Kutz (Szopienice, 1929. február 16. – Międzylesie (Varsó városrésze), 2018. december 18.) lengyel filmrendező, színházi rendező, forgatókönyvíró, iró és politikus.